# Pop Mart
 (транскр.  Поп март) јесте кинески произвођач играчака са седиштем у Пекингу. Познат је по производњи колекционарских играчака, а међу најпознатијима је Лабубу.